# Igor Savvov
Igor Savvov (* 14. September 1985 in Kohtla-Järve, Estnische SSR) ist ein estnischer Eishockeyspieler, der seit 2017 erneut bei Tartu Kalev-Välk in der estnischen Meistriliiga unter Vertrag steht.

## Karriere
Savvov begann seine Karriere als Eishockeyspieler beim HK Central Kohtla-Järve in seiner Geburtsstadt, für den er als 16-Jähriger in der Meistriliiga debütierte. 2003 wechselte er zum Nachfolgeklub Kohtla-Järve Viru Sputnik, mit dem er in drei Jahren jedoch nur einen einzigen Punkt in der Liga erringen konnte. Daraufhin ging er 2006 zu Tartu Kalev-Välk, für den er neun Jahre in Folge auf dem Eis stand. Mit dem Klub aus der traditionsreichen Universitätsstadt gewann er 2008, 2011, 2012 und 2015 die estnische Landesmeisterschaft. 2011 wurde er zudem als bester Verteidiger der Liga ausgezeichnet. Nach je einem Jahr beim HC Panter Tallinn und beim HC Tallinn kehrte er 2017 nach Tartu zurück.

### International
Im Juniorenbereich nahm Savvov für Estland an den U18-Weltmeisterschaften der Division II 2002 und 2003 sowie den U20-Weltmeisterschaften der Division I 2004 und 2005 teil.
Mit der Herren-Nationalmannschaft spielte er bei den Weltmeisterschaften der Division II 2009 und 2012. Zudem vertrat er seine Farben beim Qualifikationsturnier für die Olympischen Winterspiele 2010 in Vancouver.

## Erfolge und Auszeichnungen
- 2008 Estnischer Meister mit Tartu Kalev-Välk
- 2011 Estnischer Meister mit Tartu Kalev-Välk
- 2011 Bester Verteidiger der Meistriliiga
- 2012 Estnischer Meister mit Tartu Kalev-Välk
- 2012 Aufstieg in die Division I, Gruppe B, bei der Weltmeisterschaft der Division II, Gruppe A
- 2015 Estnischer Meister mit Tartu Kalev-Välk